# 思维的乐趣
《思维的乐趣》是李银河编选的一本王小波的杂文集，也是他生前出版的最后一本书。其中包括《沉默的大多数》、《理想国与哲人王》、《一只特立独行的猪》、《我的精神家园》等名篇。书中作者以特有的幽默的口吻，独到地阐释了自己对当代中国思想领域种种的反思。

## 版本
- 《思维的乐趣》，北岳文艺出版社，太原，1996，ISBN 7-5378-1650-6
- 《思维的乐趣》，中国人民大学出版社，北京，2005，ISBN 7-300-06539-2